# Microanálisis
El microanálisis es la identificación química y en el análisis cuantitativo de cantidades muy pequeñas de sustancias químicas (generalmente menos de 10 mg o 1 ml) o superficies muy pequeñas de material (generalmente menos de 1 cm2). Uno de los pioneros en el microanálisis de elementos químicos fue el ganador del Premio Nobel austriaco Fritz Pregl.

## Métodos
Los métodos más conocidos utilizados en microanálisis son: 
- La mayoría de los métodos de espectroscopía: espectroscopia ultravioleta-visible, espectroscopia infrarroja, resonancia magnética nuclear, fluorescencia de rayos X y espectrometría de masas
- La mayoría de los métodos de cromatografía: cromatografía líquida de alto rendimiento, cromatografía de permeación en gel
- Algunos métodos de análisis térmico: calorimetría diferencial de barrido, análisis termogravimétrico
- Electroforesis
- Fraccionamiento del flujo de campo
- Difracción de rayos X
- Análisis de combustión

## Ventajas
En comparación con los métodos de análisis normales, microanálisis: 
- Requiere menos tiempo para la preparación.
- Requiere menos muestra y disolvente, por lo que produce menos residuos y es más rentable.

## Desventajas
- El manejo de pequeñas cantidades no siempre es sencillo.
- Es necesaria una mayor precisión de pesaje (por ejemplo, el uso de una balanza precisa).